# Бъд Бетикър
Бъд Бетикър (на английски: Budd Boetticher (/ˈbɛtɪkər/ BET-i-kər)) е американски филмов режисьор.  Той е най-известен с поредица от нискобюджетни уестърни, които прави в края на 1950-те години с участието на Рандолф Скот.

## Биография
Бъд Бетикър е роден в Чикаго. Майка му умира при раждането, а баща му е убит при инцидент малко след това. Осиновен е от богата двойка Оскар Бетикър-старши (1867–1953) и Джорджия Наас Бетикър (1888–1955) и е отгледан в Евансвил, Индиана, заедно с по-малкия си брат Хенри Едуард Бетикър (1924–2004). Посещава Военна академия в Кълвър, където се сприятелява с Хал Роуч младши. 
Той е звезда, спортист в държавния университет в Охайо, докато контузия не слага край на спортната му кариера. През 1939 г. той пътува до Мексико, където научава изкуството на бикоборството при Дон Лоренцо Гарса, Фермин Еспиноза и Карлос Аруса. 

## Избрана филмография
| Година | Филм                | Оригинално заглавие  |
| ------ | ------------------- | -------------------- |
| 1952   | Хоризонт в прерията | Horizons West        |
| 1953   | Семиноли            | Seminole             |
| 1957   | Напрежение          | The Tall T           |
| 1958   | Бюканън язди сам    | Buchanan Rides Alone |
| 1959   | Самотният ездач     | Ride Lonesome        |
| 1960   | Спирка „Команчи“    | Comanche Station     |